# Pernille Kaae Høier
Pernille Kaae Høier dansk skådespelerska född 9 maj 1991 i Hørsholm i Danmark.
Høier debuterade sju år gammal i filmen Når mor kommer hjem och spelade huvudrollen i danska TV 2s julkalender Jesus och Josefine.
Hon studerar på Danmarks Medie- og Journalisthøjskole i Emdrup och arbetar på ett 
produktionsbolag.

## Filmografi
- 2005 – Oskar och Josefine
- 2003 – Jesus och Josefine
- 1998 – När Mor Kommer hem...